# Germanistika
Germanistika (njem. Germanistik, prema Germanen: Germani), u širem i starijem značenju označava znanstvenu disciplinu kojoj su predmetom proučavanja kultura, predaja, običaji, religija, povijest, jezik i književnost starih i suvremenih germanskih naroda. 
U novijem i užem značenju, to je disciplina koja se bavi proučavanjem njemačkoga, nizozemskoga, frizijskoga, nordijskih jezika i književnosti ili pak, u još užem značenju, proučavanjem samo njemačkog jezika i književnosti. Dakle, s istim značenjem kao njemačka filologija.
Od germanistike se na Sveučilištu u Zagrebu 1961. godine kao zaseban studij odvojila anglistika, koja je u okviru Odsjeka za germanistiku djelovala od 1934. kao lektorat.